# موسی دمبله (بازیکن فوتبال اهل فرانسه)
موسی دمبله (فرانسوی: Moussa Dembélé‎؛ زادهٔ ۱۲ ژوئیهٔ ۱۹۹۶) بازیکن فوتبال اهل فرانسه است که در پست مهاجم برای باشگاه فوتبال الاتفاق در لیگ حرفه‌ای عربستان بازی می‌کند.
او در ژانویه ۲۰۲۱ با قراردادی قرضی و به طول شش ماه از لیون به اتلتیکو مادرید پیوست.

## باشگاهی
از باشگاه‌هایی که در آن بازی کرده‌است می‌توان به فولام، سلتیک و لیون اشاره کرد.